# Batiskaf Trieste
Trieste je bil batiskaf švicarskega projektanta Augusta Piccarda, izdelan v Italiji, s katerim je bil dosežen rekord v globinskem potopu s človeško posadko. Ta rekord, 10.900 metrov, je bil dosežen 23. januarja 1960 v Marianskem jarku, v Izzivalčevem breznu (angleško Challenger Deep).
Batiskaf je zasnoval Auguste Piccard, Trieste pa je bil splovljen avgusta 1953 v bližini Neaplja. Leta 1958 ga je kupila Vojna mornarica Združenih držav Amerike za 250.000 ameriških dolarjev. 

## Zasnova
Trieste je bil sestavljen iz trupa, v katerem je bil kot balast natočen bencin ter posebne krogle za posadko, nameščene na dnu vozila. V tej krogli je bilo prostora za dve osebi, do nje pa se je dostopalo po posebnem tunelu, ki je vodil z zgornjega dela batiskafa. Ta konfiguracija je omogočala batiskafu samostojen potop in ga za razliko od batisfere (posebne kroglaste priprave za potapljanje) ni bilo treba spuščati v morske globine po kablu s spremljevalne ladje.
Trieste je bil dolg 15 metrov, v trupu pa je bilo prostora za 83 m³ bencina in zraka. Krogla je imela premer 2,16 m, izdelali pa so jo v Kruppovih železarnah v nemškem Essnu. Krogla je bila izdelana tako, da je prenesla pritisk 1,25 tone na cm², njene stene pa so bile debele kar 12,7 cm. Skupna masa krogle je bila tako kar 13 ton. Posadka je dihala zrak, ki je krožil in se filtriral, odvečni ogljikov dioksid pa se je izločal. Kisik je v prostor prihajal iz ločenih jeklenk, kjer je bil shranjen pod pritiskom. Podoben sistem reciklaže zraka je v uporabi še danes v raketoplanih in skafandrih. Plovilo se je z električno energijo napajalo iz akumulatorjev.
Bencin je bil izbran kot sredstvo za uravnavanje plovnosti zaradi njegovih specifičnih lastnosti. Je namreč lažji od vode in se ne krči niti pod velikim pritiskom. 
Za opazovanje zunanjosti je bilo na kroglo nameščeno posebno konično oblikovano obdelano pleksi steklo, za osvetljevanje okolice pa so bili na batiskaf nameščeni prav tako posebni reflektorji, nameščeni v proti pritisku odporna ohišja.

## Rekord
23. januarja 1960 sta Jacques Piccard, sin konstruktorja batiskafa Augusta Piccarda, in poročnik ameriške mornarice Don Walsh postavila rekordni potop na dno Marianskega jarka. Dosegla sta globino 10.900 metrov in prva opazovala podvodni svet na najglobjem dnu oceanov. Njun dosežek je šele 52 let kasneje ponovil kanadski režiser James Cameron.